# 창려군
창려군(昌黎郡)은 위나라가 설치한 중국의 옛 군으로 지금의 요서 진저우시일대에 자리잡고 있었다.

## 위진
244년(위 소제 정시 5년), 요동속국도위의 관할지에서 군으로 분리되었다. 서진건국이후 276년(사마염 함녕 2년) 요동군, 낙랑군, 대방군, 현도군과 함께 평주로 분리되었다. 조위말엽때부터 상기한 선비족의 침공으로 크게 황폐화되었기 때문에 요하서쪽 대릉하유역의 광활한 땅을 관할하고 있었으나 2현 900호만을 거느리는 작은 군이 되었다.
| 현명   | 한자   | 대략적 위치        | 비고                                                   |
| ------ | ------ | ------------------ | ------------------------------------------------------ |
| 창려현 | 昌黎縣 | 진저우 시 이 현    |                                                        |
| 빈도현 | 賓徒縣 | 진저우 시 서북     |                                                        |
| 극성   | 棘城   | 진저우 시 이 현 서 | 솔의왕으로 책봉된 막호발이 모용선비의 중심지로 삼았다. |

## 모용선비
창려군이 분리되기 이전, 사마의를 따라 공손연토벌에 가담했던 막호발이 솔의왕(率義王)으로 책봉된 이래 본군내에 있던 극성에 정착하면서 모용선비의 초기 근거지중 하나가 되었다. 281년(사마염 태강 2년), 서진을 배신한 모용섭귀가 본군을 공격했으나 1년뒤 안북장군 엄순의 반격으로 패배했고 요동군 북쪽으로 이주하면서 모용선비는 창려군을 떠났다. 하지만 294년(사마충 원강 4년), 모용외가 전욱의 고도라고 선언하고 극성에 수도를 두고 체제를 정비하면서 재건되었고 342년(동진 함강 8년), 전연을 건국한 모용황이 지금의 차오양 시일대에 있던 용성으로 수도를 옮기기 전까지 모용선비의 수도가 되었다.

## 북위~수
447년(북위 태무제 태평진군 8년), 기양군과 함께 영주의 속현이 되었다. 201호 918명을 거느렸다. 수나라때는 요서군에 통폐합되었다.
| 현명   | 한자   | 대략적 위치 | 비고 |
| ------ | ------ | ----------- | --- |
| 용성현 | 龍城縣 | 차오양 시   | 전연의 중기수도였으며, 447년 극성현과 창려현을 통폐합했다. 요임금을 모신 사당, 유돈성(榆頓城), 낭수(狼水)가 있었다. |
| 광흥현 | 廣興縣 | 진저우 시   | 447년 도하현, 영락현, 연창현을 통폐합했다. 계명산(鷄鳴山), 석성(石城), 대유성(大柳城)이 있다.                       |
| 정황현 | 定荒縣 | 미상        | 녹두산(鹿頭山)과 송산(松山)이 있다.                                                                                 |